# Balmain
Balmain – geograficzna nazwa dzielnicy, położonej na terenie samorządu lokalnego Leichhardt, wchodzącego w skład aglomeracji Sydney, w stanie Nowa Południowa Walia, w Australii.

## Galeria

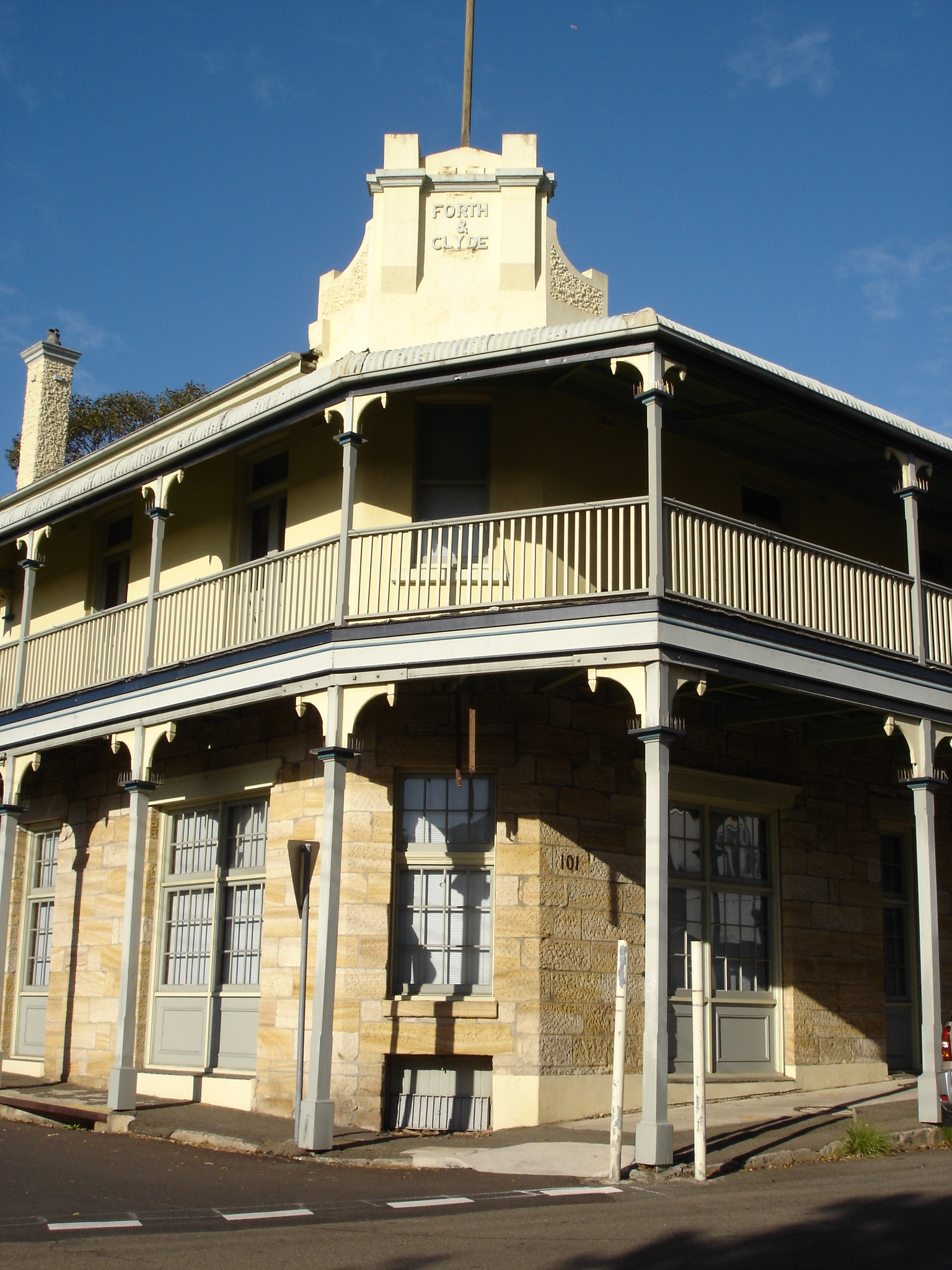
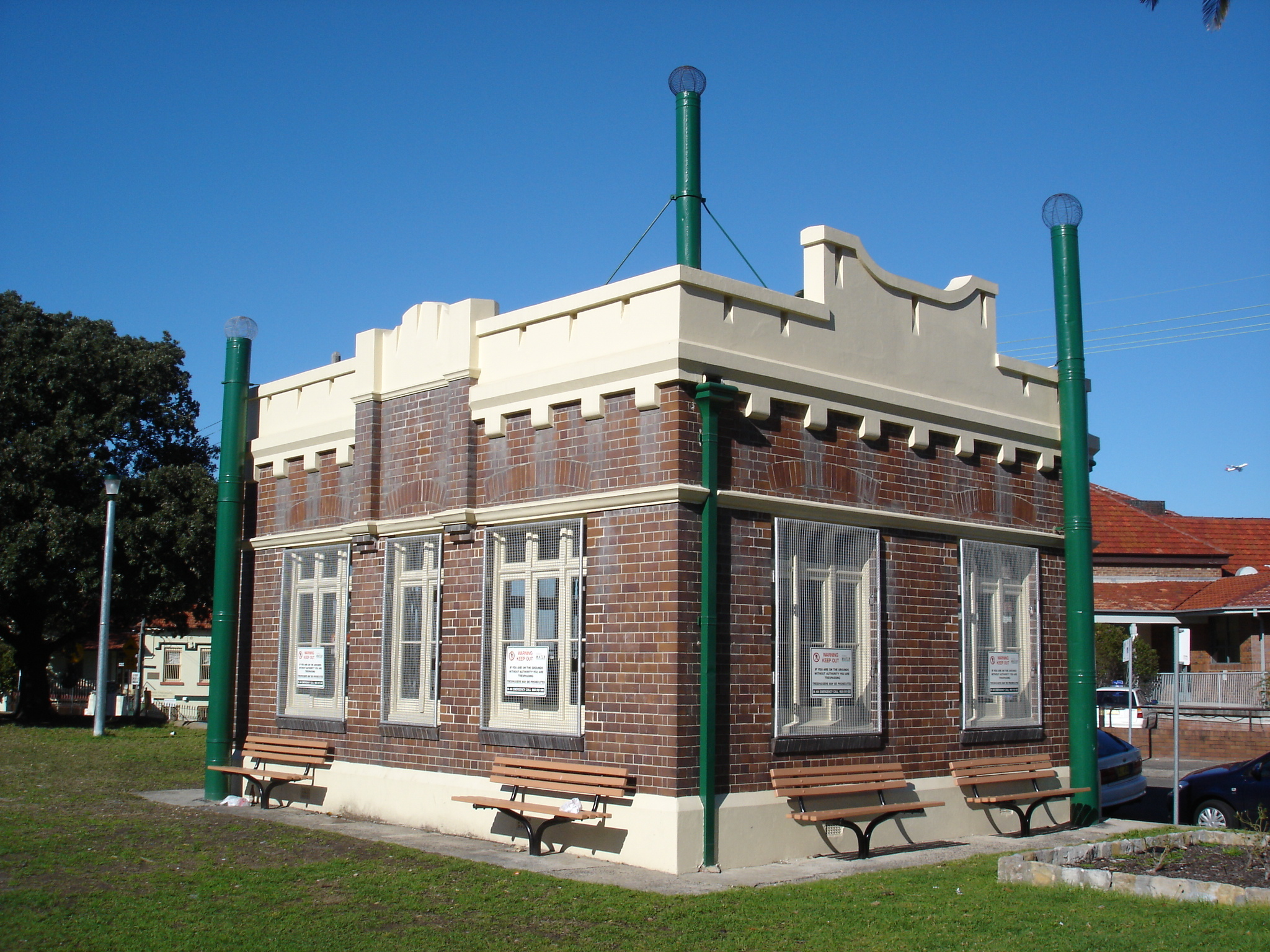
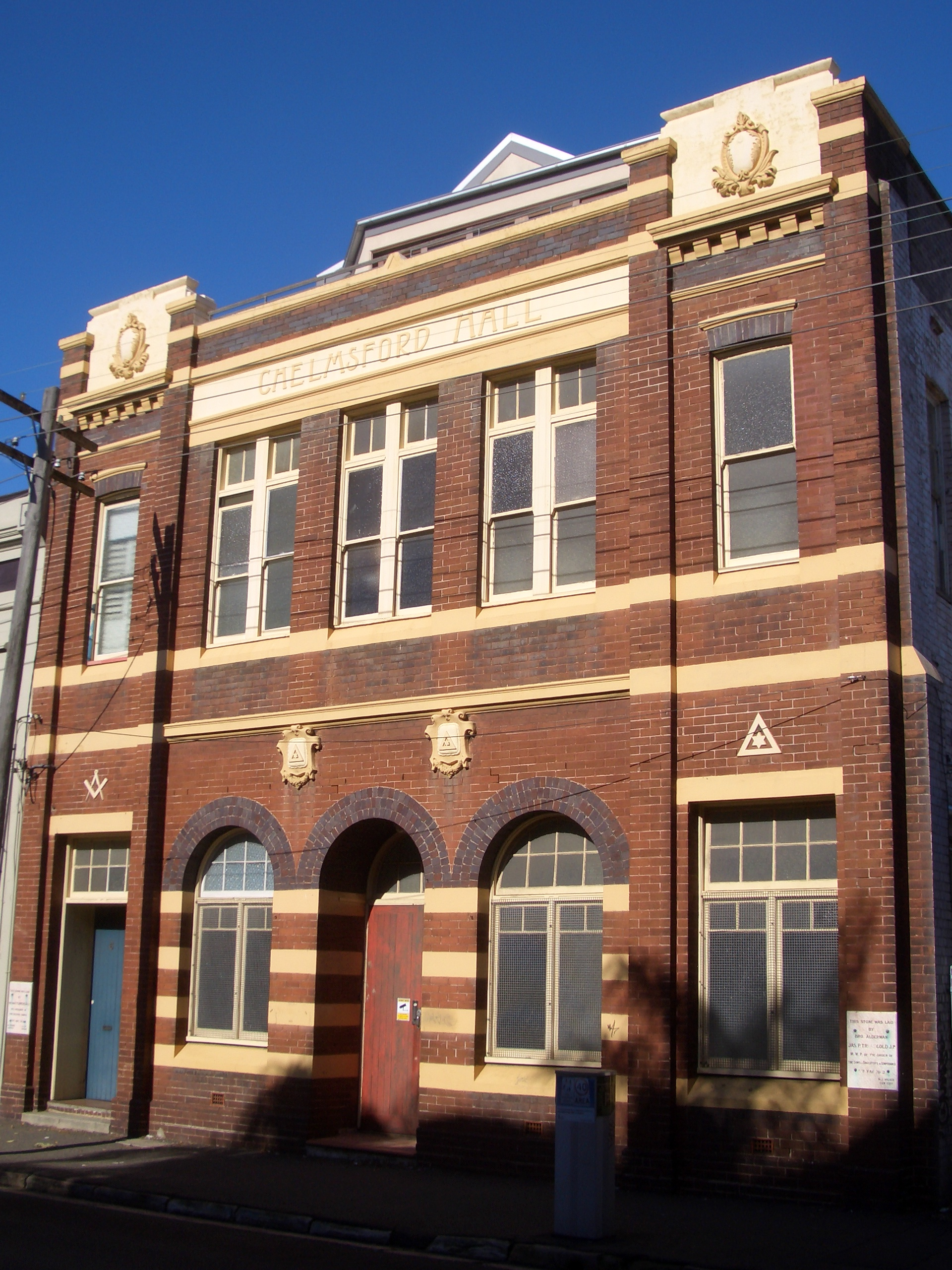